# Santuario della Madonna d'Ibernia
Il Santuario della Madonna d'Ibernia è un edificio di culto di Cisternino. Situata ad appena un chilometro dal centro della cittadina, la datazione si fa risalire tra il X secolo e XII secolo. La chiesa è in stile proto romanico.

## Storia
La prima fonte documentabile sul santuario mariano col titolo Santa Maria de Bernis, oggi d'Ibernia, risale ad una Bolla papale di papa Alessandro III del 1180. La chiesa Santa Maria d'Ibernia è situata nell'antico casale, distrutto, denominato Talone precedentemente chiamato Terrabona.

Il nome de Bernis secondo Don Saverio Ostuni deriva dal verbo latino vernare, cioè passare dall'inverno alla primavera e quindi per la popolazione cistranese significa la Madonna della Primavera, anche nell'accezione del risveglio della natura dopo il periodo invernale e quindi della fertilità. Culto derivato dalla dea romana Cibele, infatti viene festeggiata ogni anno il lunedì di Pasqua, in quell'occasione gli abitanti del posto sono soliti portare al Santuario un dolce detto "u chrrucl" come augurio di fecondità e abbondanza. Le donne di Cisternino, novelle mamme, tutt'oggi continuano a considerare il santuario un luogo dove recarsi dopo la nascita dei propri figli in segno di devozione alla Madonna simbolo della fecondità e maternità.

Non si hanno notizie certe sulla fondazione del santuario, la sua fondazione si fa risale al X secolo - XII secolo, gli studiosi che propendono alla costruzione nel X secolo l'attribuisco a monaci basiliani, mentre chi la colloca successivamente protende a ritenere che il santuario sia stato edificato da monaci benedettini. 

L'attuale strutturale risale al 1645 come riporta l'incisione su roccia esistente nel sagrato. La sistemazione dell'altare maggiore e collocazione sull'altare dell'icona, in tela, raffigurante la madonna con bambino di scuola veneziana, risale all'inizio del seicento. Attualmente di questa icona l'originale è conservato nella sagrestia della  Chiesa di san Nicola mentre nel santuario è presente una copia dell'originale risalente all'inizio dell'Ottocento
Nel corso del XVIII secolo, e precisamente nel 1775, come riportato nei registri battesimali di quell'anno la chiesa dopo aver subito dei crolli fu restaurata. Anche nel corso dell'Ottocento continuarono i restauri della chiesa come riportato in due iscrizioni su marmo conservate all'interno del santuario.
Nel 1956 il santuario subì ulteriori modifiche: furono aperte le monofore, ripavimentata la chiesa con lastre di marmo. Nel 1988  fu sistemato definitivamente il presbiterio, quindi la nicchia in marmo dov'è sistemato il quadro della Madonna d'Ibernia.

## Architettura

### Facciata
La facciata è tripartita, la parte centrale più alta, presenta una porta sormontata da una semiluna e timpano sporgente triangolare sormontata da una monofora ovoidale al di sopra della quale a sua volta è posto un piccolo rosone tamponato con motivi romanici. Le pareti laterali più basse presentano due portali secondari simmetrici sormontati da timpani triangolari. La parte centrale della facciata è chiusa da una cuspide triangolare sormontata da una croce posta su una piccola colonna.

### Architettura interna
La chiesa ha una pianta basilicale a tre navate, la centrale è più alta rispetto alle laterali e l'impianto delle volte è a crociera. La navata centrale termina con il presbiterio e l'altare della Madonna. Nella navata centrale prima del presbiterio la volta a crociera è sostituita da struttura più alta di forma quadrangolare sormontata da un lucernario. La chiesa è spoglia.

### Pertinenze
Intorno alla chiesa nei secoli sono sorte varie strutture, che hanno a seconda dei secoli avuto varie funzioni, ad esempio una delle cappelle laterali della chiesa è poi divenuta la sagrestia. Sul lato destro della chiesa sorge il campanile a tre vele slanciato risalente alla seconda metà del novecento. All'esterno della chiesa sono presenti un ampio sagrato, un crocifisso risalente al 1984, la casa del custode con piccolo campanile e una statua in pietra di San Barnaba.